# كريستينا صوايا
كريستينا صوايا (16 أغسطس 1980) هي ممثلة ومتسابقة ملكة جمال لبنانية وملكة جمال لبنان 2001 وملكة جمال الدولية 2002. شاركت أيضا في ملكة جمال العالم 2001.

## النشأة والمسيرة
ولدت كريستينا صوايا في لبنان وحازت على الإجازة في الأعمال من الجامعة اللبنانية الأميركية. شاركت في مسابقة ملكة جمال لبنان 2001 وفازت بالمسابقة. فمثلت لبنان في مسابقة ملكة جمال العالم 2001 لكنها لم تترشح للنهائيات. ثم شاركت في مسابقة ملكة جمال الدولية 2002 لتتوج باللقب. شاركت في البرنامج الغنائي ديو المشاهير في أل بي سي وحازت المركز الثالث. مثلت في مسلسلي «وأشرقت الشمس» و«غزل البنات». أطلقت في 20 مايو 2015 في قناتها في يوتيوب أغنية موطني وهي قصيد ألفه الشاعر الفلسطيني إبراهيم طوقان وكان النشيد الوطني الفلسطيني وأصبح منذ 2003 النشيد الوطني العراقي. ولحنه لها هيثم زيّاد ووزعه إحسان المنذر.

## الحياة الشخصية
تزوجت من المذيع اللبناني طوني بارود ولديها منه طفلان ثم تطلقا. وهما يملكان مطعم كيوب (CUBE) في لبنان ودبي. ولدى كريستينا بوتيك افتتحته في 2013.

## أعمالها

### مسلسلات
- وأشرقت الشمس
- غزل البنات

### كليبات
- موطني، 2015
- دايبة،2015

### أفلام
- ملا علقة

## وصلات خارجية
- كريستينا صوايا على موقع IMDb (الإنجليزية)
- كريستينا صوايا على موقع قاعدة بيانات الأفلام العربية